# Гјаја (Ла Специја)
Гјаја је насеље у Италији у округу Ла Специја, региону Лигурија.
Према процени из 2011. у насељу је живело 36 становника. Насеље се налази на надморској висини од 65 м.